# Rogers Brubaker
Rogers Brubaker (Evanston, 1956) és un sociòleg estatunidenc, i professor de la Universitat de Califòrnia a Los Angeles. Ha escrit obres acadèmiques sobre l'etnicitat, nacionalisme i ciutadania. Va estudiar a la Universitat Harvard i a la Universitat de Sussex abans de doctorar-se per la Universitat de Colúmbia el 1990.

## Obra publicada
- The limits of rationality: an essay on the social and moral thought of Max Weber, Taylor & Francis, 1984, ISBN 978-0-04-301173-7
- Citizenship and nationhood in France and Germany, Harvard University Press, 1992, ISBN 978-0-674-13178-1
- Nationalism reframed: nationhood and the national question in the New Europe, Cambridge University Press, 1996, ISBN 978-0-521-57649-9
- Ethnicity without groups, Harvard University Press, 2004, ISBN 978-0-674-01539-5
- Nationalist politics and everyday ethnicity in a Transylvanian town, Princeton University Press, 2006, ISBN 978-0-691-12834-4
- Grounds for difference, Harvard University Press, 2015, ISBN 978-0-674-74396-0